# Fay, Somme
Fay är en kommun i departementet Somme i regionen Hauts-de-France i norra Frankrike. Kommunen ligger i kantonen Chaulnes som tillhör arrondissementet Péronne. År 2022 hade Fay 93 invånare.

## Befolkningsutveckling
Antalet invånare i kommunen Fay
| Referens: INSEE |